# Vratislav
Vratislav  è un nome proprio di persona ceco e slovacco maschile.

## Varianti in altre lingue
- Italiano: Vratislao
- Polacco: Wrocisław, Wrocsław, Wrosław, Wratysław

## Origine e diffusione
È composto dagli elementi slavi vortiti ("ritorno") e slav ("gloria"); venne portato da due duchi di Boemia, dal primo dei quali prende il nome la città di Breslavia (che in ceco è chiamata appunto Vratislav).

## Onomastico
È un nome adespota, in quanto non esistono santi chiamati così. L'onomastico si festeggia dunque il 1º novembre, giorno di Ognissanti.

## Persone
- Vratislav I, duca di Boemia
- Vratislav II, duca di Boemia

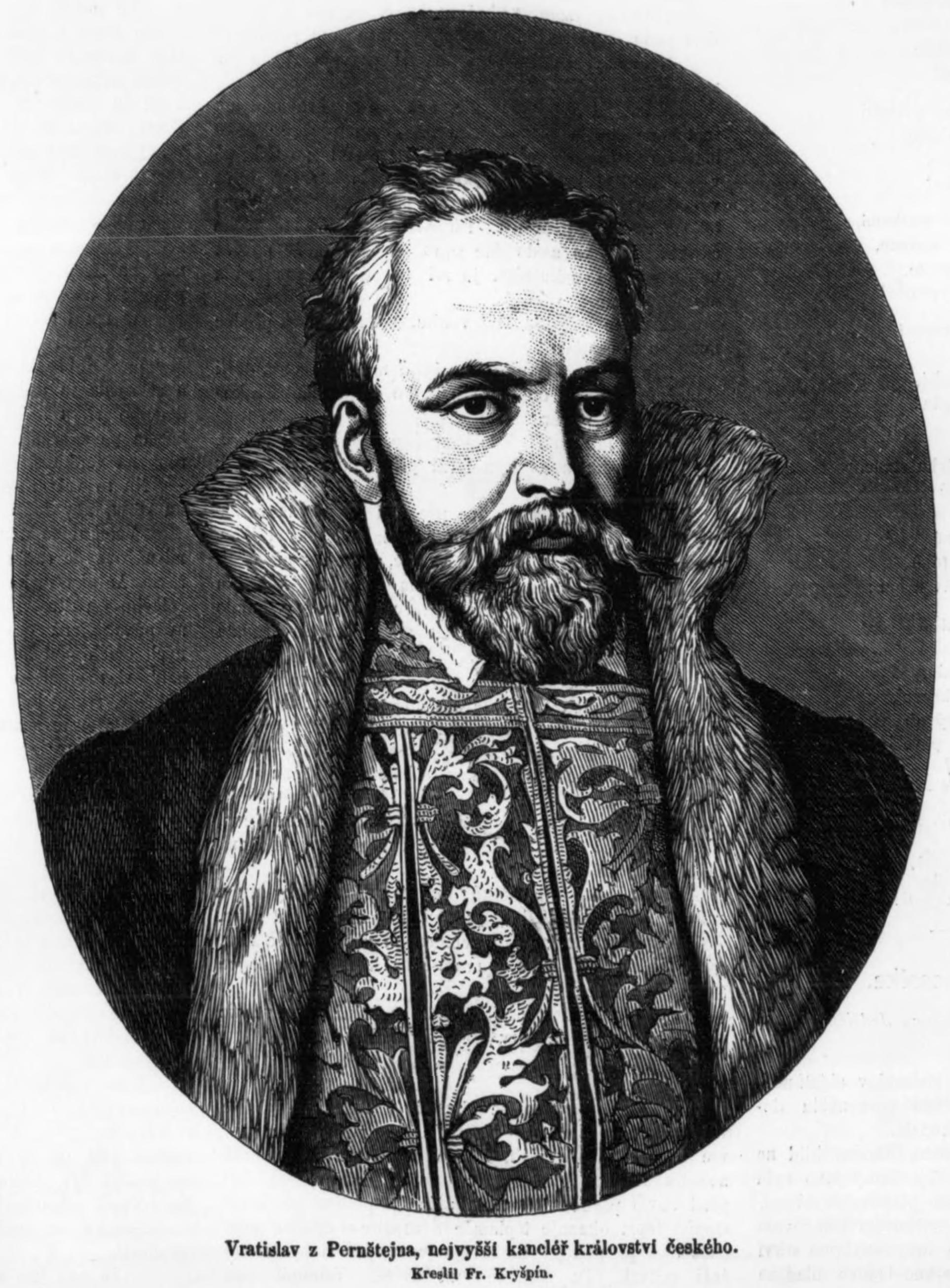
Vratislav von Pernstein

- Vratislav Čech, calciatore cecoslovacco
- Vratislav Greško, calciatore slovacco
- Vratislav Lokvenc, calciatore ceco
- Vratislav Mazák, biologo ceco
- Vratislav von Pernstein, nobile ceco